# Avenida Senador Salgado Filho
A Avenida Senador Salgado Filho é um logradouro da cidade de Curitiba, capital do estado do Paraná.
A “Salgado Filho” é a principal avenida do bairro Uberaba, chegando ao ponto de ser uma referência absoluta deste bairro, porém, ela inicia-se no Prado Velho, na intersecção com a rua Imaculada Conceição (em frente a PUC-PR) e segue, sinuosamente, através do bairro Guabirotuba. O término desta via e na divisa de Curitiba com o município vizinho de São José dos Pinhais, em seu encontro com a avenida Comendador Franco.

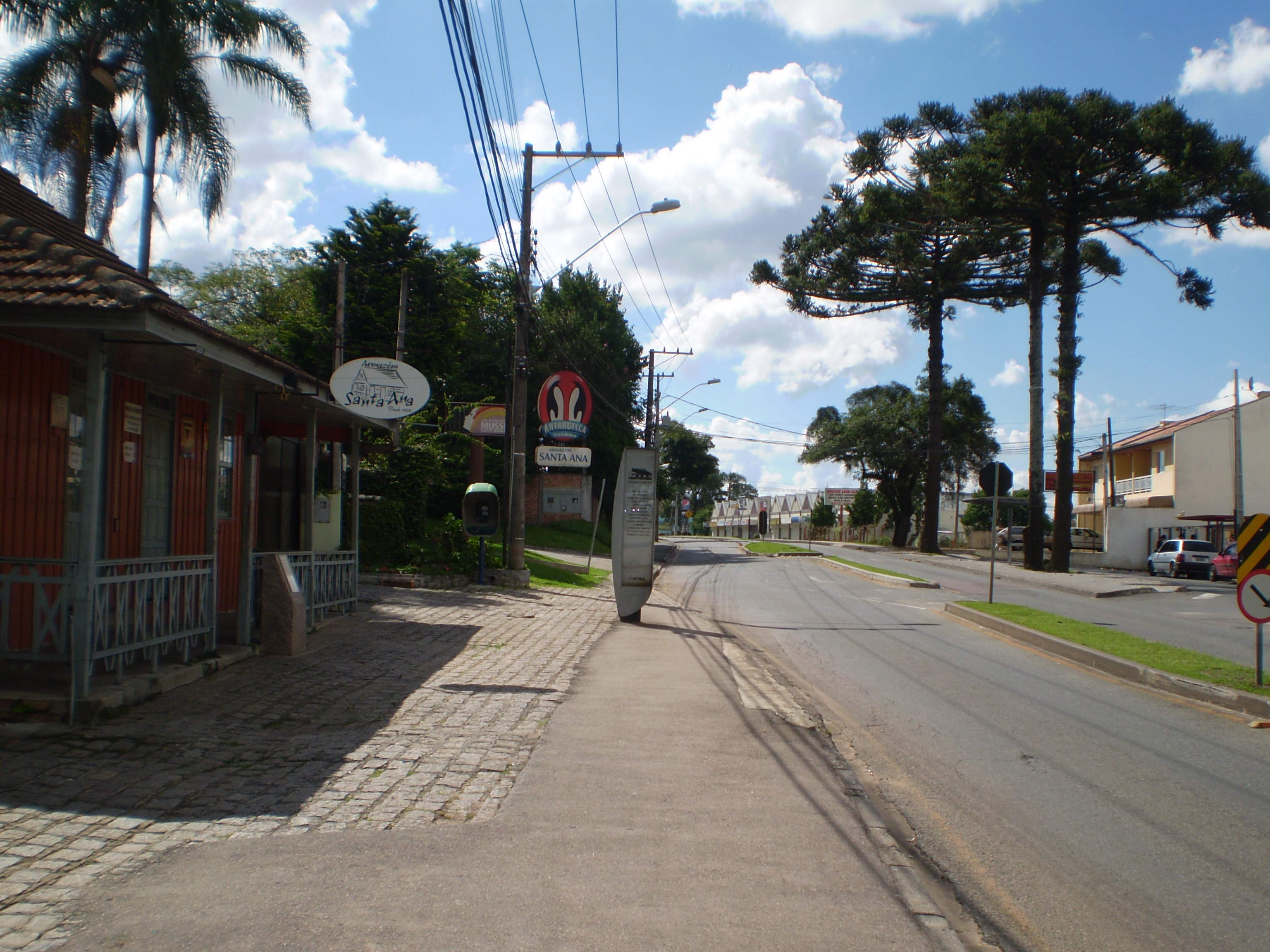
Avenida Senador Salgado Filho, antiga Estrada para São José dos Pinhais. A casa em vermelho (a esquerda) é o Armazém Santa Ana, ponto histórico da “velha estrada”, inaugurado, neste local, em 1937 por Paulo Szpak (ucraniano) e Julia Zielonka (polonesa) como uma venda de secos & molhados para atender aos “viajantes”. A família de Paulo e Julia mantém as características originais do armazém (foto-mar/2010)